# فرودگاه شهری گراندی
فرودگاه شهری گراندی (به انگلیسی: Grundy Municipal Airport) یک فرودگاه همگانی بهره‌برداری هوایی است که یک باند فرود آسفالت دارد و طول باند آن ۶۸۸ متر است. این فرودگاه در کشور ایالات متحده آمریکا قرار دارد و در ارتفاع ۷۰۲ متری از سطح دریا واقع شده است.